# WTA Tour Championships 2008
2008 WTA Tour Championships (officielt kendt som 2008 Sony Ericsson WTA Tour Championships var sæsonens sidste turnering på WTA Tour 2008. Turneringen blev afholdt fra 4. november til 9. november 2008 i Doha, Qatar. Årets turnering, der havde 8 single spillere og 4 double par, var den 38. udgave af singleturneringen og den 33. udgave af double turneringen. 
Vinder i singlerækken blev Venus Williams mens vinderne i doublerækken blev Cara Black og Liezel Huber.

## Turneringen
I doubleturneringen gik de 4 par direkte til semifinalerne, mens der i single blev spillet et gruppespil med 4 spillere i 2 grupper. Grupperne blev betegnet Kastanjebrun gruppe og Hvid gruppe. De 2 første spillere i hver gruppe gik i semifinalen, hvor gruppevinderen spillede mod den anden gruppes nummer 2. 

### Dag 1 til 4
Tekst mangler, hjælp os med at skrive teksten

### Single
| Hvid gruppe         | Hvid gruppe | Hvid gruppe | Hvid gruppe | Hvid gruppe |
| Navn                | Kampe       | Sæt         | Partier     | Plads       |
| ------------------- | ----------- | ----------- | ----------- | ----------- |
| Vera Zvonareva      | 3-0         | 6-2         | 44-32       | 1           |
| Jelena Jankovic     | 2-1         | 5-2         | 38-30       | 2           |
| Agnieszka Radwańska | 1-0         | 2-0         | 13-7        | 3           |
| Ana Ivanovic        | 0-2         | 1-4         | 21-30       | 4           |
| Svetlana Kuznetsova | 0-3         | 0-6         | 22-38       | 3           |

Efter hendes anden kamp måtte Ana Ivanovic trække sig fra turneringen med sygdom. Hun blev erstattet af Agnieszka Radwańska. 
| Kastanjebrun gruppe | Kastanjebrun gruppe | Kastanjebrun gruppe | Kastanjebrun gruppe | Kastanjebrun gruppe |
| Navn                | Kampe               | Sæt                 | Partier             | Plads               |
| ------------------- | ------------------- | ------------------- | ------------------- | ------------------- |
| Venus Williams      | 3-0                 | 6-2                 | 46-29               | 1                   |
| Elena Dementieva    | 2-1                 | 5-3                 | 41-36               | 2                   |
| Serena Williams     | 1-1                 | 3-2                 | 20-22               | 3                   |
| Dinara Safina       | 0-3                 | 0-6                 | 19-37               | 4                   |
| Nadia Petrova       | 0-1                 | 1-2                 | 14-16               | 5                   |

Efter hendes anden kamp måtte Serena Williams trække sig fra turneringen med sygdom. Hun blev erstattet af Nadia Petrova. 

#### Kampe, Hvid gruppe
| Spiller             | Spiller             | Resultat         |
| ------------------- | ------------------- | ---------------- |
| Jelena Jankovic     | Svetlana Kuznetsova | 7-6(6), 6-4      |
| Jelena Jankovic     | Ana Ivanovic        | 6-3, 6-4         |
| Vera Zvonareva      | Jelena Jankovic     | 2-6, 6-3, 6-4    |
| Agnieszka Radwanska | Svetlana Kuznetsova | 6-2, 7-5         |
| Vera Zvonareva      | Ana Ivanovic        | 6-3, 6-7(5), 6-4 |
| Vera Zvonareva      | Svetlana Kuznetsova | 6-2, 6-3         |

#### Kampe, Kastanjebrun gruppe
| Spiller          | Spiller          | Resultat      |
| ---------------- | ---------------- | ------------- |
| Serena Williams  | Dinara Safina    | 6-4, 6-1      |
| Elena Dementieva | Dinara Safina    | 6-2, 6-4      |
| Venus Williams   | Dinara Safina    | 7-5, 6-3      |
| Elena Dementieva | Nadia Petrova    | 6-4, 4-6, 6-4 |
| Venus Williams   | Serena Williams  | 5-7, 6-1, 6-0 |
| Venus Williams   | Elena Dementieva | 6-4, 4-6, 6-3 |

#### Dag 5 & 6
Tekst mangler, hjælp os med at skrive teksten

#### Single
Alle 4 semifinaler blev spillet lørdag 8. november mens de to finaler blev spillet søndag 9. november. 
|  | Semifinale | Semifinale       | Semifinale     | Semifinale | Semifinale |   |                | Finale | Finale | Finale | Finale | Finale |
|  |            |                  |                |            |            |   |                |        |        |        |        |        |
|  |            | Vera Zvonareva   | 7              | 3          | 6          |   |                |        |        |        |        |        |
|  |            | Elena Dementieva | 6              | 6          | 3          |   |                |        |        |        |        |        |
|  |            | Elena Dementieva | 6              | 6          | 3          |   | Vera Zvonareva | 7      | 0      | 2      |        |        |
|  |            |                  |                |            |            |   | Vera Zvonareva | 7      | 0      | 2      |        |        |
|  |            |                  | Venus Williams | 6          | 6          | 6 |                |        |        |        |        |        |
|  |            | Jelena Jankovic  | Venus Williams | 6          | 6          | 6 | 2              | 6      | 3      |        |        |        |
|  |            | Jelena Jankovic  |                |            |            |   | 2              | 6      | 3      |        |        |        |
|  |            | Venus Williams   | 6              | 2          | 6          |   |                |        |        |        |        |        |

## Præmiepenger
Den samlede præmiesum for turneringen var 4,55 millioner USD.

### Single
Oversigt over pengepræmier:
| Begivenhed                 | Præmie   |
| -------------------------- | -------- |
| Deltegelse som spiller     | $100.000 |
| Pr. vundet gruppespilskamp | $100.000 |
| Vundet semifinale          | $315.000 |
| Vundet finale              | $625.000 |

Da Venus Williams vandt alle sine 3 gruppekampe vandt hun således $1.340.000 for sejren i turneringen

### Double
Oversigt over pengepræmier:
| Resultat        | Præmie pr. Par |
| --------------- | -------------- |
| Vundet finale   | $375.000       |
| Tabt finale     | $187.500       |
| Tabt semifinale | $93.750        |